# فريدريش أغسطس الأول
فريدريش أغسطس الأول (بالألمانية: Friedrich August I.)‏ (بالبولندية: Fryderyk August III Wettyn)‏ (23 ديسمبر 1750 - 5 مايو 1827) كان أحد أفراد آل فتين وحكم بصفته آخر ناخب لساكسونيا من عام 1763 حتى عام 1806 (مثل فردريك أغسطس الثالث) وملك ساكسونيا من عام 1806 حتى عام 1827. خدم كدوق وارسو من عام 1807 حتى عام 1813.
طوال حياته السياسية، حاول فريدريش أغسطس إعادة تأهيل وإعادة بناء الدولة البولندية التي تمزقت واختفت بعد التقسيم النهائي لبولندا في عام 1795، لكنه لم ينجح - وبقي يلوم نفسه على ذلك لبقية حياته. ومع ذلك، لم تنفعه جهوده في إعادة تأسيس أمة بولندية مستقلة في اكتساب محبة الشعب البولندي.
سمي ميدان أغسطس بلاتز في لايبزيغ باسمه.

## ناخبًا لساكسونيا وملك بولندا

### الخلفية العائلية
كان الابن الثاني (لكن الأكبر سنًا على قيد الحياة) لفريدريش كريستيان، ناخب ساكسونيا، والدوقة ماريا أنطونيا من بافاريا، أميرة بافاريا. ولأنه كان دون السن القانونية وقت وفاة والده عام 1763، كانت والدته وصية العرش حتى عام 1768. وكان عمه الأمير فرانز خافيير بمثابة ممثله.

### التخلي عن العرش البولندي
في عام 1765، تنازل الأمير فرانز خافيير عن العرش البولندي لستانيسواف أغسطس الثاني نيابةً عن الناخب دون السن القانونية. سُمي فريدريش أغسطس خيلفًا لستانيسواف، عندما صدّق مجلس النواب البولندي على الدستور البولندي. في الوقت نفسه، تعين أمير أسرة ساكسون الملكية وريثًا للعرش البولندي (المادة السابعة من الدستور البولندي). رفض فريدريش أغسطس قبول التاج عند وفاة ستانيسواف في عام 1798، لأنه كان يخشى التورط في نزاعات مع النمسا وبروسيا وروسيا، والتي بدأت في تقسيم بولندا في عام 1772. في الواقع، حدث تقسيم كامل لبولندا على يد القوى المجاورة للنمسا وبروسيا وروسيا بحلول عام 1795.

### السياسة الخارجية حتى تفكك الإمبراطورية الرومانية المقدسة
في أغسطس عام 1791، رتب فريدريش أغسطس لقاءً مع الإمبراطور الروماني المقدس ليوبولد الثاني وفريدريش فيلهلم الثاني ملك بروسيا في قلعة بيلنيتز، والذي كان يهدف جزئيًا إلى تقديم الدعم للملكية الفرنسية في مواجهة الشغب الثوري في فرنسا. حذر إعلان بيلنيتز من إمكانية شن هجوم عسكري ضد الحكومة الثورية الفرنسية، وقادها هذا الاستفزاز إلى إعلان الحرب على النمسا في أبريل عام 1792. لم يوقّع فريدريش أغسطس نفسه على الإعلان.
لم ترغب ساكسونيا التدخل في التحالف الدفاعي ضد فرنسا المتشكل بين النمسا وبروسيا. ومع ذلك، أجبر تصريح الرايخستاغ عن الإمبراطورية الرومانية المقدسة الصادر في مارس عام 1793 فريدريش أغسطس على المشاركة. انتشر قلق كبير في ولاية ساكسونيا في أبريل عام 1795 عندما أبرمت بروسيا فجأة سلام منفصل مع فرنسا من أجل تسهيل تقسيم بولندا. انسحبت ساكسونيا من التحالف ضد فرنسا في أغسطس عام 1796 بعد أن تقدمت فرنسا شرقاً في الأراضي الألمانية وتم الاتفاق على شروط إضافية للإمبراطورية الرومانية المقدسة لإبرام سلام منفصل.
عملت كل من اتفاقية السلام مع فرنسا ومشاركة ساكسونيا في كونغرس راستات في عام 1797 على إظهار ولاء فريدريش أغسطس للمبادئ الدستورية التقليدية في الإمبراطورية الرومانية المقدسة. كان يجب أن يأذن كونغرس راستات بتسليم مناطق الضفة اليسرى من نهر الراين إلى فرنسا كتعويض للحكام الذين تنازلوا عن أراضيهم. رفضت ولاية ساكسونيا الموافقة على التعديلات الإقليمية التي صُممت لخدمة مصالح بافاريا وبروسيا وفورتمبيرغ وبادن في كونغرس راستات وفي عام 1803 عند إصدار التقرير النهائي لوفد الإمبراطورية [قانون الإمبراطورية الرومانية المقدسة الذي وضع النظام الجديد في الإمبراطورية].